# 1660
Évszázadok: 16. század – 17. század – 18. század
Évtizedek: 1610-es évek – 1620-as évek – 1630-as évek – 1640-es évek – 1650-es évek – 1660-as évek – 1670-es évek – 1680-as évek – 1690-es évek – 1700-as évek – 1710-es évek
Évek: 1655 – 1656 – 1657 – 1658 –  1659 – 1660 – 1661 – 1662 – 1663 – 1664 – 1665

## Események

### Határozott dátumú események
- május 3. – A Gdańsk melletti Olivában megkötött békeszerződés Lengyelország és Svédország között, ami lezárta a még 1655-ben kirobbant háborút,[1]  s amibe Oroszország, a Krími Tatár Kánság, Ausztria, a Porosz Hercegség és Brandenburg, valamint Dánia-Norvégia is bekapcsolódott. (A békében Lengyelország elveszti Poroszországot, Svédország megtarthatja Riga, illetve Livónia birtokát, s a még 1648-ban szerzett területeit. Poroszországot Brandenburg kapja meg.)
- május 22. – Szejdi Ahmed budai pasa a szászfenesi csatában szétveri II. Rákóczi György seregét. (Rákóczi halálos sebet kap.)[2]
- május 27. – A koppenhágai béke aláírása Svédország és Dánia–Norvégia között.[3]
- május 29. – II. Károly hollandiai száműzetéséből visszatér Angliába.[4]
- augusztus 27. – Szejdi Ahmed és Ali pasák egyesült serege elfoglalja a Partium legfontosabb erősségét,[5] a Tisza István várnagy parancsnoksága alatt lévő Váradot.[6]
- november 28. – A londoni Gresham College-ban 12 tudós megalapítja a természettudományok művelésére a Royal Society-t.[7]

### Határozatlan dátumú események
- az év második fele – Bosnyák Izmailt Budára rendelik a leváltott Szejdí Ahmed budai pasa helyére.[8]

## Születések
- február 19. – Friedrich Hoffmann, német kémikus és fizikus († 1742)
- április 16. – Hans Sloane, ír orvos és gyűjtő. A British Museumot nagyrészt az ő hagyatékából alapították. († 1753)
- május 2. – Alessandro Scarlatti, Itáliai barokk zeneszerző († 1725)
- május 20. – Andreas Schlüter, porosz építész és szobrász († 1714)
- május 28. – I. György brit király, hannoveri választófejedelem, Nagy-Britannia és Írország királya († 1727)
- június 5. – Sarah Churchill, Marlborough hercegnője, Anna brit királynő bizalmasa († 1744)
- július 24. – Charles Talbot, angol államférfi († 1718)
- október 21. – Georg Ernst Stahl, német fizikus és kémikus († 1734)
- november 20. – Daniel Ernst Jablonski, cseh származású német protestáns teológus († 1741)
- december 4. – André Campra, francia barokk zeneszerző, operakomponista († 1744)

Bizonytalan dátum:
- Daniel Defoe angol író, újságíró († 1731)

## Halálozások
- április 18. – Lorántffy Zsuzsanna, I. Rákóczi György erdélyi fejedelem özvegye (* 1600 körül)
- június 7. – II. Rákóczi György, erdélyi fejedelem, belehalt a szászfenesi csatában kapott sebeibe[9] (* 1621)